# 벵골계 미국인
벵골계 미국인(벵골어: মার্কিন বাঙ্গালী/মার্কিন বাঙালি)은 인종적으로, 언어적으로, 그리고 혈통적으로 벵골인임을 자처하는 미국 국적자 또는 거주자이다. 이들은 현재 방글라데시와 인도 서벵골주로 나뉜 역사적인 민족언어학적 지역인 벵골 지역에 조상을 둔다. 벵골계 미국인은 또한 현대의 방글라데시계 미국인과 인도계 미국인의 하위 집단이기도 하다.
벵골계 미국인은 다음을 의미할 수 있다.
- 방글라데시계 미국인, 주로 벵골 무슬림이며 방글라데시 혈통으로, 그 기원이 방글라데시에 있는 미국인.
- 인도 벵골계 미국인, 주로 벵골 힌두이며 인도 벵골 혈통으로, 그 기원이 인도의 서벵골주, 아삼주, 트리푸라주에 있는 미국인.

## 문화
많은 벵골계 미국인은 자신들의 문화를 기념하고 공동체가 직면한 문제를 논의하기 위해 북아메리카 벵골 콘퍼런스에 매년 참여한다. 이들은 종종 지역 조직을 결성하여 네트워크를 형성하고 행사를 계획한다.

### 종교
벵골계 미국인은 주로 이슬람, 힌두교, 기독교 또는 불교 신자이다. 이는 매년 이드 알피트르, 두르가 푸자, 보로 딘, 부처님 오신 날 및 기타 종교적 기념일의 축하로 나타난다. 벵골 새해와 같은 여러 세속 명절도 공동체 전체가 즐긴다.
미국에는 또한 워싱턴 D.C. 근처에 적어도 두 개의 벵골 불교 사원이 있으며 뉴욕시에도 있다.

## 저명한 인물

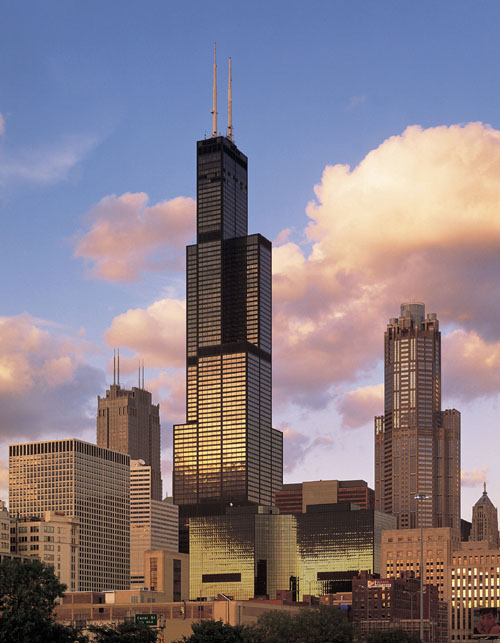
시어스 타워 (현 윌리스 타워)는 파즐루르 라만 칸이 설계했다. 20년 이상 세계에서 가장 높은 건물이었다.

- 제이 바타차리야 - 최초의 인도계 미국인 NIH 국장
- 아브히지트 바네르지 - 알프레드 노벨을 기념하는 스웨덴 중앙은행 경제학상 수상자
- 라지 찬드라 보스 - 인도계 미국인 수학자
- 모니 랄 바우믹 - 인도계 미국인 물리학자이자 베스트셀러 작가.
- 아리안나 아프사르 – 전 미스 캘리포니아; 2011년 미스 아메리카 대회에서 상위 10위권에 진입
- 사이프 아마드 – 월드 시리즈 오브 포커 우승자
- 막수둘 알람 – 과학자이자 교수
- 잘랄 알람기르 (2011년 사망) – 정치학자이자 교수
- 미르 마숨 알리 – 볼 주립대학교 통계학과 조지 앤 프랜시스 볼 석좌교수
- 칼리 S. 바네르지 – 통계학자이자 교수[4]
- 라이스 부이얀 – 총격 생존자이자 운동가
- 아마르 보스 - 보스 코퍼레이션 설립자
- 아난다 모한 차크라바르티 - 과학자
- 푸르넨두 차테르지 - 기업가
- 수비르 초두리 – 작가이자 경영 컨설턴트
- 한센 클라크 – 2010년 미시간주 하원의 미국 의회 의원
- 타락 나트 다스 - 반영국 벵골계 인도 혁명가이자 국제주의 학자
- 하산 M. 일라히 – 학제간 미디어 아티스트
- 라자트 굽타, 전 맥킨지 앤 컴퍼니 CEO
- M. 자히드 하산, 프린스턴 대학교의 유진 히긴스 석좌교수이자 로런스 버클리 국립연구소의 과학자로, 양자 세계에서의 획기적인 발견으로 유명[5]
- 파즐 후사인 – 휴스턴 대학교 기계공학, 물리학, 지구과학 교수
- 아불 후삼 – 소노 비소 필터 발명가
- 노라 존스 - 가수이자 배우
- 민디 케일링 - 배우
- 자베드 카림 – 유튜브 공동 설립자; 페이팔의 주요 부분 설계
- 모하마드 아타울 카림 – 전기 공학자[6]
- 수마야 카지 – 수마지 설립자, 비즈니스위크에서 미국의 최고 젊은 기업가 중 한 명으로 인정
- 압두스 수타르 칸 – 화학자이자 제트 연료 발명가
- 파즐루르 라만 칸 – 현대 구조 공학의 개척자
- 살만 칸 – 비영리 교육 단체 칸 아카데미 설립자
- 라다 라하 - 확률론자, 통계학자, 수학자, 자선사업가
- 줌파 라히리 - 이름 없는 가족 작가
- 디파 마 – 미국에서 위파사나 명상 창시자
- 타스민 마흐푸즈 - 미국 텔레비전 언론인이자 뉴스 앵커, 여성 그레이시 어워드 수상자.
- 세잔 마흐무드 – 수상 경력의 소설가
- A.K. 모줌다르 - 1924년 대법원에 의해 시민권이 취소될 때까지 미국 시민권을 얻은 최초의 남아시아계 인물
- 단 고팔 무케르지, 1928년 뉴베리상 최초 남아시아인 수상자
- 라지 무케르지, 뉴저지 주의회 다수당 원내총무
- 쇼미 팟와리 – 디자이너이자 뮤직 비디오 감독
- 이크발 카디르 – 방글라데시 최대 이동통신사 그래민폰 설립자; MIT 레가툼 센터 소장
- 카말 카디르 – 기업가; 방글라데시의 두 핵심 기술 기업 셀바자르 및 비캐시 설립
- 아니카 라흐만 – Ms. Foundation for Women CEO
- 바달 로이 – 타블라 연주자, 타악기 연주자, 녹음 예술가
- 레이한 살람 – 보수적인 미국 정치 평론가; 아메리칸 신 블로거; 디 애틀랜틱 먼슬리 부편집장
- 아마르티아 센 - 알프레드 노벨을 기념하는 스웨덴 중앙은행 경제학상 수상자
- 시키 – 가수; 인더스트리얼 밴드 안드로이드 러스트의 아티스트
- 아시프 아잠 시디키 – 우주 역사학자; 포덤 대학교 역사학과 조교수
- M. 오스만 시디크 – 전 미국 대사
- 팔바샤 시디크 – 가수
- 나라싱하 실 – 웨스턴 오리건 대학교 역사학과 교수
- 모니카 유누스 – 방글라데시-러시아계 미국인 오페라 소프라노
- 솔라 엘-웨일리 – 미국 셰프, 식당 경영자, 본 아페티 직원으로서의 유튜브 인물.
- 사마렌드라 나트 로이 - 인도계 미국인 수학자